# Перелуг
Перелуг (укр. Перелуг) — село,
Камышинский сельский совет,
Ахтырский район,
Сумская область,
Украина.
Код КОАТУУ — 5920383605. Население по переписи 2001 года составляет 181 человек .

## Географическое положение
Село Перелуг находится на левом берегу реки Ташань,
выше по течению примыкает село Овчаренки,
ниже по течению на расстоянии в 1 км расположено село Камыши,
на противоположном берегу — село Лимарево.

## История
- Хутор Перелуг возник после столыпинских реформ.